# Taquet gauche (diacritique)
Cette page contient des caractères spéciaux ou non latins. S’ils s’affichent mal (▯, ?, etc.), consultez la page d’aide Unicode.
Le taquet gauche est un signe diacritique utilisé dans l’alphabet phonétique international pour indiquer qu’une voyelle est prononcée avec la racine de la langue plus avancée. Il est normalement au-dessous du symbole de la voyelle qu’il modifie ‹ ◌̘ ›, mais certains auteurs l’apose à la droite de ce symbole ‹ ◌꭪ ›.